# سكوت ماكلاود
سكوت ماكلاود (بالإنجليزية: Scott McCloud)‏ هو كاتب ورسام أمريكي، ولد في 10 يونيو 1960 في بوسطن في الولايات المتحدة.

## وصلات خارجية
- الموقع الرسمي
- سكوت ماكلاود على موقع IMDb (الإنجليزية)
- سكوت ماكلاود على موقع إن إن دي بي (الإنجليزية)
- سكوت ماكلاود على موقع قاعدة بيانات الفيلم (الإنجليزية)